# Andrew Prine
Andrew Prine (Jennings, 14 febbraio 1936 – Parigi, 31 ottobre 2022) è stato un attore statunitense.
Di lui si ricordano le numerose partecipazioni in film western.

## Biografia
Dopo aver terminato gli studi laureandosi nel 1954 alla Andrew Jackson High School di Miami, iniziò il suo lavoro di attore tre anni dopo, mentre il primo ruolo importante arrivò nel 1959. Partecipò anche a diverse serie televisive fra cui Dallas e Visitors, dove ebbe il ruolo del capo dei malvagi alieni. Nel maggio 1974 decise di posare completamente nudo per una rivista femminile (Viva). Andrew Prine è morto nel 2022 a Parigi.

### Vita privata
Sposò nel 1962 Sharon Farrell, anche lei attrice, ma il matrimonio terminò pochi mesi dopo. Dopo alcune relazioni, come quella avuta con Karyn Kupcinet, sposò nel 1965 Brenda Scott. Il matrimonio terminò dopo un mese ma i due si risposarono l'anno successivo e la relazione durò qualche anno. Molti anni dopo, nel 1986, Prine si sposò con Heather Lowe.

## Filmografia

### Cinema
- All'inferno e ritorno (To Hell and Back), regia di Jesse Hibbs (1955) - non accreditato
- Kiss Her Goodbye, regia di Albert Lipton (1959)
- Anna dei miracoli (The Miracle Worker), regia di Arthur Penn (1962)
- Compagnia di codardi? (Advance to the Rear), regia di George Marshall (1964)
- Texas oltre il fiume (Texas Across the River), regia di Michael Gordon (1966)
- La brigata del diavolo (The Devil's Brigade), regia di Andrew V. McLaglen (1968)
- Bandolero!, regia di Andrew V. McLaglen (1968)
- Noi due a Manhattan (Generation), regia di George Schaefer (1969)
- Chisum, regia di Andrew V. McLaglen (1970)
- Simon re dei diavoli (Simon, King of the Witches), regia di Bruce Kessler (1971)
- Squares, regia di Patrick J. Murphy (1972)
- La tumba de la isla maldita, regia di Julio Salvador (1973)
- Un piccolo indiano (One Little Indian), regia di Bernard McEveety (1973)
- Nightmare Circus, regia di Alan Rudolph (1974)
- Troppo nude per vivere (The Centerfold Girls), regia di John Peyser (1974)
- Torna "El Grinta" (Rooster Cogburn), regia di Stuart Millar (1975) - non accreditato
- Venti d'autunno (The Winds of Autumn), regia di Charles B. Pierce (1976)
- Grizzly, l'orso che uccide (Grizzly), regia di William Girdler (1976)
- La città che aveva paura (The Town That Dreaded Sundown) regia di Charles B. Pierce (1976)
- Le radici della paura (The Evil), regia di Gus Trikonis (1978)
- Abe Lincoln: Freedom Fighter, regia di Jack Hively (1978)
- Amityville Possession (Amityville II: The Possession), regia di Damiano Damiani (1982)
- They're Playing with Fire, regia di Howard Avedis (1984)
- Eliminators, regia di Peter Manoogian (1986)
- Chill Factor, regia di David McKenzie (1989)
- Life on the Edge, regia di Andrew Yates (1992)
- Deadly Exposure, regia di Lawrence Mortorff (1993)
- Gettysburg, regia di Ronald F. Maxwell (1993)
- Wolfridge, regia di Jonathan Banhart Waessil (1994)
- Serial Killer, regia di Pierre David (1995)
- The Dark Dancer, regia di Robert Burge (1995)
- Without Evidence, regia di Gill Dennis (1995)
- Ombre aliene (The Shadow Men), regia di Timothy Bond (1997)
- Possums, regia di Max Burnett (1998)
- Xtreme Teens (The Boy with the X-Ray Eyes), regia di Jeff Burr (1999)
- La casa delle streghe (Witchouse 2: Blood Coven), regia di J. R. Bookwalter (2000)
- Missione ad alto rischio (Critical Mass), regia di Fred Olen Ray (2001)
- Tutta colpa dell'amore (Sweet Home Alabama), regia di Andy Tennant (2002) - non accreditato
- Gods and Generals, regia di Ronald F. Maxwell (2003) - non accreditato
- Glass Trap - Formiche assassine (Glass Trap), regia di Fred Olen Ray (2005)
- Hazzard (The Dukes of Hazzard), regia di Jay Chandrasekhar (2005)
- Hell to Pay, regia di Chris McIntyre (2005)
- Daltry Calhoun, regia di Katrina Holden Bronson (2005)
- Sutures, regia di Tammi Sutton (2009)
- Treasure of the Black Jaguar, regia di Mike Bruce (2010)
- Le streghe di Salem (The Lords of Salem), regia di Rob Zombie (2012)
- Beyond the Farthest Star, regia di Andrew Librizzi (2015)

### Televisione
- The United States Steel Hour – serie TV, episodio 5x08 (1957)
- Deadline – serie TV, episodio 1x25 (1959)
- Playhouse 90 – serie TV, episodio 4x12 (1960)
- Tombstone Territory – serie TV, episodio 3x26 (1960)
- Alcoa Presents: One Step Beyond – serie TV, episodio 2x31 (1960)
- Overland Trail – serie TV, episodio 1x13 (1960)
- Peter Gunn – serie TV, episodio 2x35 (1960)
- Have Gun - Will Travel – serie TV, episodi 4x11-4x24 (1960-1961)
- Play of the Week – serie TV, episodio 2x17 (1961)
- The DuPont Show of the Month – serie TV, episodio 4x06 (1961)
- Fred Astaire (Alcoa Premiere) – serie TV, episodi 1x09-1x18 (1961-1962)
- Alfred Hitchcock presenta (Alfred Hitchcock Presents) – serie TV, episodio 7x17 (1962)
- La parola alla difesa (The Defenders) – serie TV, episodio 1x20 (1962)
- The New Breed – serie TV, episodio 1x27 (1962)
- Ben Casey – serie TV, episodio 1x30 (1962)
- Gunsmoke – serie TV, episodi 7x33-8x15-9x05 (1962-1963)
- The Wide Country – serie TV, 28 episodi (1962-1963)
- Vacation Playhouse – serie TV, episodio 1x09 (1963)
- Il dottor Kildare (Dr. Kildare) – serie TV (1963-1965)
- The Lieutenant – serie TV, episodio 1x11 (1963)
- La grande avventura (The Great Adventure) – serie TV, episodio 1x09 (1963)
- Profiles in Courage – serie TV, episodio 1x07 (1964)
- Twelve O'Clock High – serie TV, 2 episodi (1964, 1965)
- Il fuggiasco (The Fugitive) – serie TV, episodi 1x15 e 3x14 (1964, 1965)
- Carovane verso il West (Wagon Train) – serie TV, episodi 8x01-8x17 (1964-1965)
- Combat! – serie TV, episodio 3x29 (1965)
- The Crisis (Kraft Suspense Theatre) – serie TV, episodio 3x32 (1965)
- Bonanza – serie TV, episodio 6x24 (1965)
- Convoy – serie TV, episodio 1x08 (1965)
- Il virginiano (The Virginian) – serie TV (1965-1969)
- Insight – serie TV (1965-1970)
- Tarzan - serie TV, episodio 1x02 (1966)
- I sentieri del west (The Road West) – serie TV (1966)
- Gli invasori (The Invaders) – serie TV, episodio 2x08 (1967)
- Daniel Boone – serie TV, episodio 4x25 (1968)
- Squadra speciale anticrimine (Felony Squad) – serie TV, episodio 3x03 (1968)
- Lancer – serie TV, episodi 1x11 e 2x17 (1968, 1970)
- Reporter alla ribalta (The Name of the Game) – serie TV, episodi 1x14 e 2x23 (1968, 1970)
- Ironside – serie TV, episodi 2x02 e 2x03 (1968)
- F.B.I. (The F.B.I.) – serie TV, episodi 3x24 - 7x01 - 8x23 (1968, 1971, 1973)
- This Savage Land – film TV (1969)
- Love, American Style – serie TV, episodio 1x11 (1969)
- Formula per un delitto (Along Came a Spider) – serie TV (1970)
- Lost Flight – serie TV (1970)
- Amore extraterrestre (Night Slaves) – serie TV (1970)
- Matt Lincoln – serie TV, episodio Lori (1970)
- The Most Deadly Game – serie TV, un episodio (1970)
- Dan August – serie TV, episodio 1x08 (1970)
- Una moglie per papà – serie TV, episodio 2x16 (1971)
- Cannon – serie TV, episodi 1x07 - 4x11 (1971, 1974)
- Another Part of the Forest, regia di Daniel Mann – film TV (1972)
- Dottor Simon Locke – serie TV, 3x13 (1973)
- Delphi Bureau – serie TV, un episodio (1973)
- Barnaby Jones – serie TV, episodi 2x04 - 3x09 (1973, 1974)
- Kung Fu – serie TV, episodio 2x12 (1974)
- Banacek – serie TV, un episodio (1974)
- Hawkins – serie TV, un episodio (1974)
- Morte per gli agenti speciali (Wonder Woman), regia di Vincent McEveety – film TV (1974)
- Amy Prentiss – serie TV, un episodio (1974)
- Kolchak: The Night Stalker – serie TV, episodio 1x16 (1975)
- Barbary Coast – serie TV, un episodio (1975)
- Hawaii Squadra Cinque Zero (Hawaii Five-O) – serie TV, episodio 8x04 (1975)
- La famiglia Holvak – serie TV, 2 episodi (1975)
- Baretta – serie TV, episodi 1x01 - 3x12 (1975, 1976)
- Riding with Death – film TV (1976)
- Law of the Land – film TV (1976)
- Gemini Man – serie TV, un episodio (1976)
- Quincy (Quincy M.E.) – serie TV, episodio 1x04 (1977)
- Tail Gunner Joe – film TV (1977)
- Hunter – serie TV, episodio The Hit (1977)
- La donna bionica (The Bionic Woman) – serie TV, episodio 3x05 (1977)
- L'ultimo dei Mohicani (Last of the Mohicans) – film TV (1977)
- Christmas Miracle in Caufield, U.S.A. – film TV (1977)
- W.E.B. – serie TV (1978)
- La carovana Donner (Donner Pass: The Road to Survival) – film TV (1978)
- Mind Over Murder – film TV (1979)
- The Littlest Hobo – serie TV, 2 episodi (1979)
- M Station: Hawaii – film TV (1980)
- Callie & Son – film TV (1981)
- Un piccolo omicidio (A Small Killing) – film TV (1981)
- La camera oscura – serie TV, episodio 1x12 (1982)
- Cuore e batticuore (Hart to Hart) – serie TV, episodio 3x18 (1982)
- Professione pericolo (The Fall Guy) – serie TV, episodio 2x19 (1983)
- Visitors (V) – film TV trasmesso in Italia come prima parte della miniserie TV V - Visitors, regia di Kenneth Johnson (1983)
- Boone – serie TV (1983)
- Trapper John (Trapper John, M.D.) – serie TV, episodio 5x14 (1984)
- No Earthly Reason – film TV (1984)
- Visitors II (V: The Final Battle) – film TV trasmesso in Italia come seconda parte della miniserie TV V - Visitors, regia di Kenneth Johnson (1984)
- Matt Houston – serie TV, episodi 2x22 - 3x01 (1984)
- Cover Up – serie TV, un episodio (1984)
- La signora in giallo (Murder, She Wrote) – serie TV, 4 episodi (1984-1991)
- And the Children Shall Lead – film TV (1985)
- Paradise – serie TV, episodio 1x04 (1988)
- Dallas – serie TV, 2 episodi (1989)
- Freddy's Nightmares – serie TV, episodi 1x12 - 2x05 (1989)
- L'ispettore Tibbs (In the Heat of the Night) – serie TV, episodio 3x14 (1990)
- Parker Lewis – serie TV, episodio 2x04 (1991)
- Cibo per squali (Mission of the Shark: The Saga of the U.S.S. Indianapolis) – film TV (1991)
- Matlock – serie TV, episodio 6x04 (1991)
- FBI: The Untold Stories – serie TV, un episodio (1992)
- Room for Two – serie TV, 1 episodio (1992)
- La signora del West (Dr. Quinn, Medicine Woman) – serie TV, episodio 1x11 (1993)
- Star Trek: The Next Generation – serie TV, episodio 6x21 (1993)
- Scattered Dreams – film TV (1993)
- Sposati... con figli (Married with Children) – serie TV, episodio 9x12 (1994)
- La donna esplosiva – serie TV (1994-1998)
- Night Stand – serie TV, un episodio (1995)
- L'angelo della vendetta – film TV (1995)
- Star Trek: Deep Space Nine – serie TV, episodio 3x13 (1995)
- University Hospital – serie TV, un episodio (1995)
- Guardia del corpo – serie TV, un episodio (1995)
- Baywatch Nights – serie TV, episodio 1x13 (1996)
- Melrose Place – serie TV, episodio 4x31 (1996)
- Walker Texas Ranger (Walker, Texas Ranger) – serie TV, episodio 5x16 (1997)
- Due poliziotti a Palm Beach (Silk Stalkings) – serie TV, episodio 7x02 (1997)
- JAG - Avvocati in divisa (JAG) – serie TV, episodio 5x06 (1999)
- James Dean - La storia vera (James Dean), regia di Mark Rydell – film TV (2001)
- Six Feet Under – serie TV, 2 episodi (2004)
- CSI - Scena del crimine (CSI: Crime Scene Investigation) – serie TV, 2 episodi (2005)
- Boston Legal – serie TV, episodio 2x20 (2006)

## Doppiatori italiani
Nelle versioni in italiano dei suoi film, Andrew Pine è stato doppiato da:
- Massimo Turci in Anna dei miracoli
- Gino La Monica in La brigata del diavolo
- Cesare Barbetti in Bandolero!
- Carlo Sabatini in Chisum
- Luciano De Ambrosis in Grizzly l'orso che uccide
- Antonio Sanna in Star Trek: The Next Generation
- Diego Reggente in Star Trek: Deep Space Nine
- Gianni Williams in Un piccolo indiano
- Oreste Rizzini in Amityville Possession
- Oliviero Dinelli in La signora in giallo (ep. 1x05)
- Claudio Beccari in La signora in giallo (ep. 3x08)
- Rodolfo Bianchi in La signora in giallo (ep. 5x16)
- Ambrogio Colombo in La signora in giallo (ep. 7x17)
- Giuliano Santi in V - Visitors
- Giorgio Locuratolo in Le streghe di Salem
- Toni Orlandi in CSI - Scena del crimine
- Stefano Carraro in Six Feet Under
- Luca Violini in Ombre aliene